# Brunssumien
Het Brunssumien is een etage uit de Nederlandse stratigrafie (of de tijdsnede waarin deze etage gevormd werd), die in heel Noordwest-Europa gebruikt wordt. Het Brunssumien wordt gezien als de onderste etage van het Plioceen en heeft een ouderdom van 5,3 tot 3,6 miljoen jaar. Het volgt op het Susterien en op het Brunssumien ligt het Reuverien. Het Brunssumien komt ongeveer overeen met het Zanclien uit de officiële geologische tijdschaal van de ICS.
Het Brunssumien is genoemd naar de Klei van Brunssum, die in de komgronden langs de oer-Rijn afgezet werd.